# Elatostema umbellatum
Elatostema umbellatum là loài thực vật có hoa trong họ Tầm ma. Loài này được (Siebold & Zucc.) Blume mô tả khoa học đầu tiên năm 1856.